# Saulx-lès-Champlon
Saulx-lès-Champlon é uma comuna francesa na região administrativa de Grande Leste, no departamento de Meuse. Estende-se por uma área de 7,81 km². Em 2010 a comuna tinha 128 habitantes (densidade: 16,4 hab./km²).